# Metyldesorfin

Strukturformel för metyldesorfin.

Metyldesorfin, summaformel C18H21NO2, är ett morfinderivat.
Substansen är narkotikaklassad och ingår i förteckningen N I i 1961 års allmänna narkotikakonvention, samt i förteckning II i Sverige.